# Parda de montaña
La parda de montaña es una raza vacuna española creada a partir del cruce de la raza parda alpina con diversas razas autóctonas españolas (mantequera leonesa, asturiana de la montaña y pirenaica, entre otras).[cita requerida]
Actualmente, se encuentra en: Castilla y León, Aragón, Navarra, Cantabria y Asturias. En octubre de 2024 se aprobó su programa de cría.
Es una raza de carne y de leche, que se suele criar en sistema valle-puerto. Utilizada antigüamente como animales de tiro para los carros y labrar el campo. En otoño y primavera los animales están sueltos pastando día y noche y con la llegada del invierno se recogen para suplementarles con paja, heno y pienso, en verano se suben a los puertos de montaña para aprovechar los pastos de montaña.
Los terneros permanecen con las madres unos cuantos meses (4-6) y se destetan para llevarlos al cebadero hasta los doce meses.